# خاربن مرداب
خاربن مرداب یا خاربن کانادایی (نام علمی: Cirsium palustre) نام یک گونه از تیره کاسنیان است.